# Mabini (Pangasinán)
Mabini  (Bayan ng  Mabini), antaño conocido como Balincaguín, es un municipio filipino de tercera categoría, situado en la isla de Luzón. Forma parte de la provincia de Pangasinán situada en la Región Administrativa de Ilocos, también denominada Región I.

## Geografía
Según el  censo de 2007, tenía una población de 23.338 personas que habitaban 4.774 hogares.

### Barangays
El municipio  de Mabini  se divide, a los efectos administrativos, en 16 barangayes o barrios, conforme a la siguiente relación:
| - Bacnit - Barlo - Caabiangaán - Cabanaetán | - Cabinuangán - Calzada - Caranglaán - De Guzmán | - Luna, antes Barrio Balayang. - Magalong - Nibaliw - Patar. | - Población - San Pedro - Tagudín - Villacorta |  |

## Historia
El municipio de Balincaguín formaba parte de la provincia de Zambales.

"...BALICAGUING: pueblo con cura y gobernadorcillo, en la isla de Luzón, provincia de Zambales, diócesis del Arzobispado de Manila..." 

"...Pertenecen a la jurisdicción de este pueblo en lo civil y eclesiástico sus visitas o anejos llamados San Vicente de Dasol y San Isidro de Polot ..." 

"...eL TERMINO confina con los de sus visitas mencionadas..."
Diccionario Buzeta, 1850

Cambió su nombre recordando a Apolinario Mabini llamado El sublime paralítico,  uno de los próceres de la revolución filipina.

## Lugares de interés
- Cueva de Cacupangán.
- Cueva de Binmatya

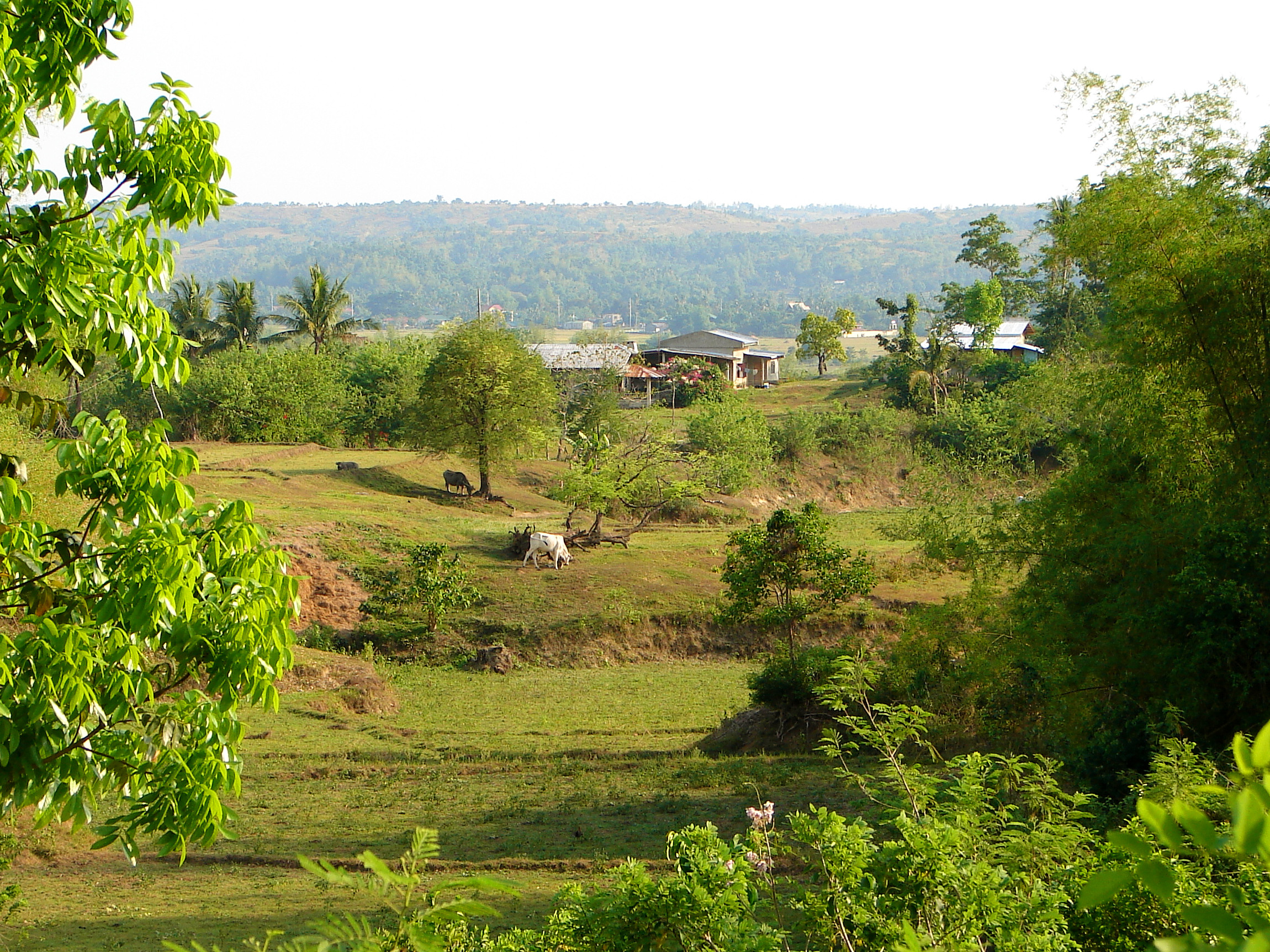
Mambini.

- Cueva de Ara-saas  y Santo Rosario.
- Río Balincaguín.
- Monte Timore.